# Christian Califano

a Compétitions nationales et continentales officielles uniquement.

b Matchs officiels uniquement.
Dernière mise à jour le 16 décembre 2017.
Christian Califano (dit Cali), né le 16 mai 1972 à Toulon (Var), est un joueur de rugby à XV international français qui évolue au poste de pilier. Il joue dans sa carrière avec, entre autres, le Stade toulousain, les Blues, le SU Agen et le Gloucester RFC.
Il est également scaphandrier de formation et de profession.
En 2010, il figure dans la dream team européenne de l'European Rugby Cup, la meilleure équipe-type des compétitions des clubs européens au cours des 15 dernières années.
Il participe au Rallye Dakar dans la catégorie moto en 2009, 2010 et 2011 en Amérique du Sud.

## Biographie

### Joueur

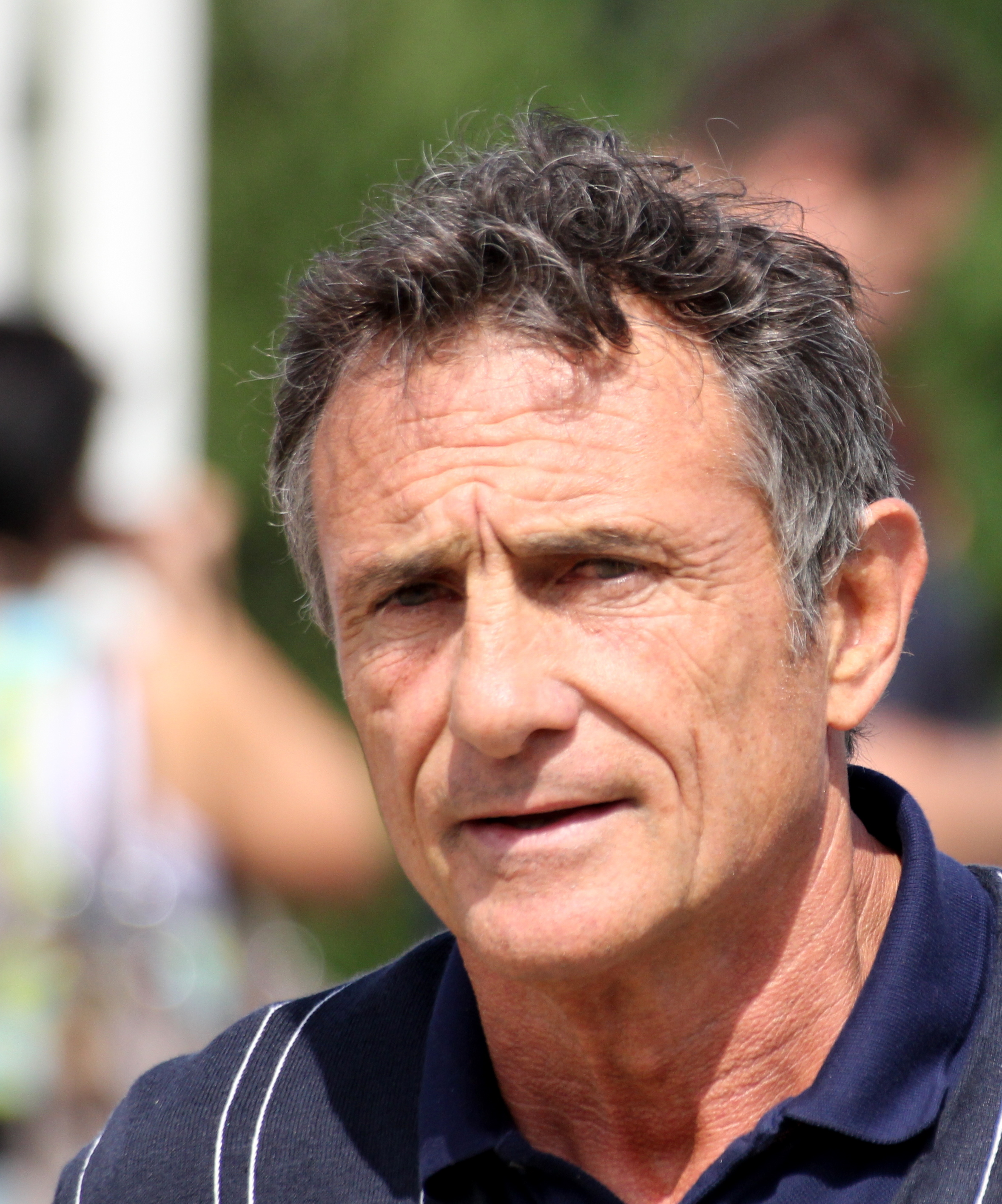
Guy Novès, ici en 2011, est l'entraîneur de Christian Califano au Stade toulousain de 1993 à 2001.

Il débute au Rugby club toulonnais de Daniel Herrero, puis évolue à l'Union sportive du Berry à Bourges pendant quelques mois à l'âge de 19 ans. Puis il joue pendant dix ans au Stade toulousain, à partir de 1991. Il joue immédiatement en équipe première, initialement aux côtés de Claude Portolan. Le 7 janvier 1996, il dispute avec le Stade toulousain la première finale de l'histoire de la Coupe d'Europe à l'Arms Park de Cardiff face au Cardiff RFC. Les Toulousains s'imposent 21 à 18 après prolongation et deviennent ainsi les premiers champions d'Europe. Il remporte avec son club six championnats de France ainsi qu'une coupe d'Europe. En 2016, le site Rugbyrama le classe deuxième parmi les 10 meilleurs joueurs de l'histoire du Stade toulousain.
Il poursuit sa carrière en Nouvelle-Zélande (Blues), où il est le premier joueur français à disputer le Super 12. À son retour en Europe en 2002, il reprend brièvement sa place en équipe de France face à l'Angleterre avant de jouer en Nouvelle-Zélande. Il s'était engagé par contrat et dans la presse à revenir à Toulouse après un an, mais, finalement, il signe avec le club anglais des Saracens. Le conseil des prud'hommes de Toulouse le condamne à payer 150 000 € au Stade toulousain pour rupture de contrat. Il joue ensuite au SU Agen puis dans le club anglais de Gloucester, où il met fin à sa carrière à l'issue de la saison 2007-08,.
En novembre 2004, il est sélectionné avec les Barbarians français pour jouer contre l'Australie au stade Jean-Bouin à Paris. Les Baa-Baas s'inclinent 15 à 45.
Il a disputé 69 matchs avec le XV de France, dont huit Tournois des Six Nations, a participé à deux coupes du monde, en 1995 et 1999. Il détient longtemps le record de sélections en équipe nationale pour un pilier, avant d'être rattrapé en 2007 puis dépassé en 2009 par Sylvain Marconnet. Il est le premier joueur de première ligne à marquer trois essais dans un test-match (face à la Roumanie en 1996). Coupable d'un coup de tête avec élan spectaculaire pendant la coupe du monde 1999, il est exclu des phases finales. 
Il participe au Rallye Dakar édition 2009 qui se déroule en Argentine (catégorie moto) mais est contraint à l'abandon. Il revient sur le Rallye Dakar 2010, en Argentine et au Chili, et termine dernier du classement général de cette édition 2010 remportée par son ami Cyril Despres. Enfin, il participe une dernière fois au Dakar en 2011 et termine 89e sur 94 motos classées à l'arrivée.
En 2012, quatre ans après la fin de sa carrière professionnelle, Christian Califano, pilier aux 72 sélections, s'apprête à rechausser les crampons. En effet, il a pris une licence au Toulouse Rugby Club, nouvelle formation évoluant en quatrième série (Poule 1, Midi-Pyrénées).

### Consultant sportif
Il a animé  l'émission Mardi Rugby Club sur l'antenne de L'Équipe 21 avec Judith Soula, Alain Penaud et Richard Escot. Il est également l'animateur du jeu Sport Quiz sur L'Équipe 21.
Depuis 2014, il est consultant sur la chaîne Eurosport ou il intervient lors des matchs de Pro D2 de rugby. En 2011, 2015, 2019 et 2023, il est consultant pour TF1 lors de la coupe du monde de rugby, il est présent sur le bord de la pelouse pour interviewer les joueurs et entraîneurs. Depuis 2016, il anime l'émission Les Tontons Flankers sur Eurosport 2, et possède également sa propre émission sur la page Facebook de la chaîne #TontonCali.

### Dirigeant et entraîneur
En 2017, il est nommé directeur du développement de Provence rugby, en Fédérale 1. Il signe avec le club pour apporter ses conseils et son expertise auprès de la direction et du staff technique, soutenir la performance de l’équipe première, intervenir au sein de la cellule de recrutement, avoir un œil sur la formation au sein du club provençal. Il est également chargé des relations avec les instances du rugby français ainsi que les clubs partenaires de Provence rugby. Compte tenu de la montée du club en Pro D2 en 2018, il quitte son poste de directeur du développement car il devient incompatible avec son rôle de consultant à Eurosport, où il anime une émission sur ce championnat.
En décembre 2017, il est nommé entraîneur des avants de l'équipe de France B des moins de 18 ans aux côtés de Jean-Baptiste Élissalde, entraîneur des arrières, et Philippe Agostini, manager. Jean-Baptiste Élissalde, nommé entraîneur adjoint du XV de France, est finalement remplacé par François Gelez.

## Carrière de joueur

### En club
- jusqu'en 1991 : RC Le Teil
- 1991 : US Berry
- 1991-2001 : Stade toulousain
- 2001-2002 : Blues
- 2002-2003 : Saracens
- 2003-2006 : SU Agen
- 2006-2008 : Gloucester RFC
- 2010-.... : Bastia XV
- 2012-2013 : Toulouse Rugby Club XV

Il est le premier joueur français à avoir participé au Super 12.

### En équipe nationale
Il a disputé son premier match avec l'équipe de France le 26 juin 1994 contre l'équipe de Nouvelle-Zélande.
- Tournois des Cinq Nations disputés : 1995, 1996, 1997, 1998, 1999,
- Tournoi des Six Nations disputés : 2000, 2001, 2003.
- Tournées : 
  - Nouvelle-Zélande en 1994 ;
  - Argentine en 1996 ;
  - Australie en 1997 ;
  - Nouvelle-Zélande en 1999 ;
  - Afrique du Sud en 2001 (vainqueur à Johannesbourg) ;
  - Nouvelle-Zélande en 2001 ;
  - Nouvelle-Zélande en 2007.

## Palmarès
- Oscar du Midi olympique :
  - Argent : 1996

### En club
- Championnat de France de première division :
  - Champion (6) : 1994, 1995, 1996, 1997, 1999 et 2001
- Coupe d'Europe :
  - Vainqueur (1) : 1996
- Coupe de France :
  - Vainqueur (1) : 1998
- Challenge Yves du Manoir :
  - Vainqueur (1) : 1993

### En équipe nationale
(à jour au 26.06.07)
- 70 sélections (+2 non off.) en équipe de France, ancien record national au poste de pilier (nouveau : Sylvain Marconnet)
- 7 essais (35 points)
- Sélections par année : 3 en 1994, 13 en 1995, 9 en 1996, 10 en 1997, 4 en 1998, 9 en 1999, 9 en 2000, 7 en 2001, 3 en 2003, 2 en 2007
- Grand chelem : 1997, 1998
- Vainqueur de la coupe Latine : 1995, 1997
- Équipe de France A : 1 sélection en 2003 (Italie A)
- Barbarians français : 2 sélections

#### Tournoi des Cinq/Six Nations
| Édition           | Rang | Résultats France | Résultats Califano | Matchs Califano |
| ----------------- | ---- | ---------------- | ------------------ | --------------- |
| Cinq Nations 1995 | 3    | 2 v, 0 n, 2 d    | 2 v, 0 n, 2 d      | 4/4             |
| Cinq Nations 1996 | 3    | 2 v, 0 n, 2 d    | 2 v, 0 n, 2 d      | 4/4             |
| Cinq Nations 1997 | 1    | 4 v, 0 n, 0 d    | 3 v, 0 n, 0 d      | 3/4             |
| Cinq Nations 1998 | 1    | 4 v, 0 n, 0 d    | 4 v, 0 n, 0 d      | 4/4             |
| Cinq Nations 1999 | 5    | 1 v, 0 n, 3 d    | 1 v, 0 n, 3 d      | 4/4             |
| Six Nations 2000  | 2    | 3 v, 0 n, 2 d    | 3 v, 0 n, 2 d      | 5/5             |
| Six Nations 2001  | 5    | 2 v, 0 n, 3 d    | 2 v, 0 n, 2 d      | 4/5             |
| Six Nations 2003  | 3    | 3 v, 0 n, 2 d    | 1 v, 0 n, 2 d      | 3/5             |

Légende : v = victoire ; n = match nul ; d = défaite ; la ligne est en gras quand il y a Grand Chelem.

#### Coupe du monde
En Coupe du monde :
- 3ème de la Coupe du monde 1995
  - 1995 : 5 sélections (Côte d'Ivoire, Écosse, Irlande, Afrique du Sud, Angleterre)
- Finaliste de la Coupe du monde 1999
  - 1999 : 3 sélections (Canada, Namibie, Fidji)

| Édition             | Rang      | Résultats France | Résultats Califano | Matchs Califano |
| ------------------- | --------- | ---------------- | ------------------ | --------------- |
| Afrique du Sud 1995 | Troisième | 5 v, 0 n, 1 d    | 4 v, 0 n, 1 d      | 5/6             |
| Royaume-Uni 1999    | Finaliste | 5 v, 0 n, 1 d    | 3 v, 0 n, 0 d      | 3/6             |

Légende : v = victoire ; n = match nul ; d = défaite.

## Divers

### Filmographie
Il fait une apparition dans le film Le Fils à Jo de Philippe Guillard, en 2011, dans le rôle du chef de gare.

### Télévision
En 2010, il participe à l'émission Pékin Express : Duos de choc sur M6 où il fait équipe avec Isabelle Morini-Bosc. En 2013, il termine 2e de l'émission Splash : Le Grand Plongeon sur TF1. En 2018, il participe à The Island : Célébrités sur M6. En 2020, il présente Cali Chez Vous, sur Eurosport, programme au cours duquel il part à la rencontre de sportifs (Pauline Ferrand-Prévot, Samir Aït Saïd, Charline Picon, Rudy Molard, ...).